# 앨마 리빌
앨머 레빌(Alma Reville, 1899년 8월 14일~1982년 7월 6일)은 영국의 각본가, 영화 편집자이다.

## 참여 작품
- 링 (1927년 영화)
- 주노와 공작 (영화)
- 머더 (1930년 영화)
- 스킨 게임
- 메리 (영화)
- 리치 앤 스트레인지
- 17번지
- 비엔나로부터의 왈츠
- 39 계단 (1935년 영화)
- 비밀첩보원 (1936년 영화)
- 사보타주 (1936년 영화)
- 영 앤 이노센트
- 사라진 여인
- 자메이카 여인숙 (영화)
- 의혹 (1941년 영화)
- 의혹의 그림자
- 패러딘 부인의 사랑
- 무대 공포증 (1950년 영화)
- 나는 고백한다